# Borrèze
Pour l’article homonyme, voir Borrèze (ruisseau).
Borrèze est une commune française située dans le département de la Dordogne, en région Nouvelle-Aquitaine.

## Géographie

### Généralités
En Périgord noir, dans le quart sud-est département de la Dordogne, la commune de Borrèze est limitrophe du département du Lot et s'étend dans un secteur forestier. Traversée par le 45e parallèle nord, la commune est de ce fait située à égale distance du pôle Nord et de l'équateur terrestre (environ 5 000 km).
Au confluent de la Borrèze et de son principal affluent, le ruisseau de l'Inval, et traversé par la route départementale (RD) 62, le bourg de Borrèze est situé, en distances orthodromiques, neuf kilomètres au nord-ouest du centre-ville de Souillac et quinze kilomètres au -nord-est de celui de Sarlat-la-Canéda.

### Communes limitrophes
Borrèze est limitrophe de six autres communes dont deux dans le département du Lot. Au sud-est, son territoire est distant de 700 mètres de celui de Lachapelle-Auzac, dans le Lot.
| Jayac, Paulin     | Nadaillac |                |
|                   | Borrèze   | Gignac (Lot)   |
| Salignac-Eyvigues |           | Souillac (Lot) |

### Géologie et relief

#### Géologie
Situé sur la plaque nord du Bassin aquitain et bordé à son extrémité nord-est par une frange du Massif central, le département de la Dordogne présente une grande diversité géologique. Les terrains sont disposés en profondeur en strates régulières, témoins d'une sédimentation sur cette ancienne plate-forme marine. Le département peut ainsi être découpé sur le plan géologique en quatre gradins différenciés selon leur âge géologique. Borrèze est située dans le deuxième gradin à partir du nord-est, un plateau formé de roches calcaires très dures du Jurassique que la mer a déposées par sédimentation chimique carbonatée, en bancs épais et massifs.
Les couches affleurantes sur le territoire communal sont constituées de formations superficielles du Quaternaire datant du Cénozoïque et de roches sédimentaires du Mésozoïque. La formation la plus ancienne, notée j3-4, date du Bathonien supérieur au Callovien, composée de calcaire cryptocristallin, localement crayeux. La formation la plus récente, notée Fy3-z, fait partie des formations superficielles de type alluvions subactuelles à actuelles. Le descriptif de ces couches est détaillé dans  les feuilles « no 784 - Terrasson » et « no 808 - Sarlat-la-Canéda » de la carte géologique au 1/50 000 de la France métropolitaine, et leurs notices associées,.

Carte géologique de Borrèze.

#### Relief et paysages

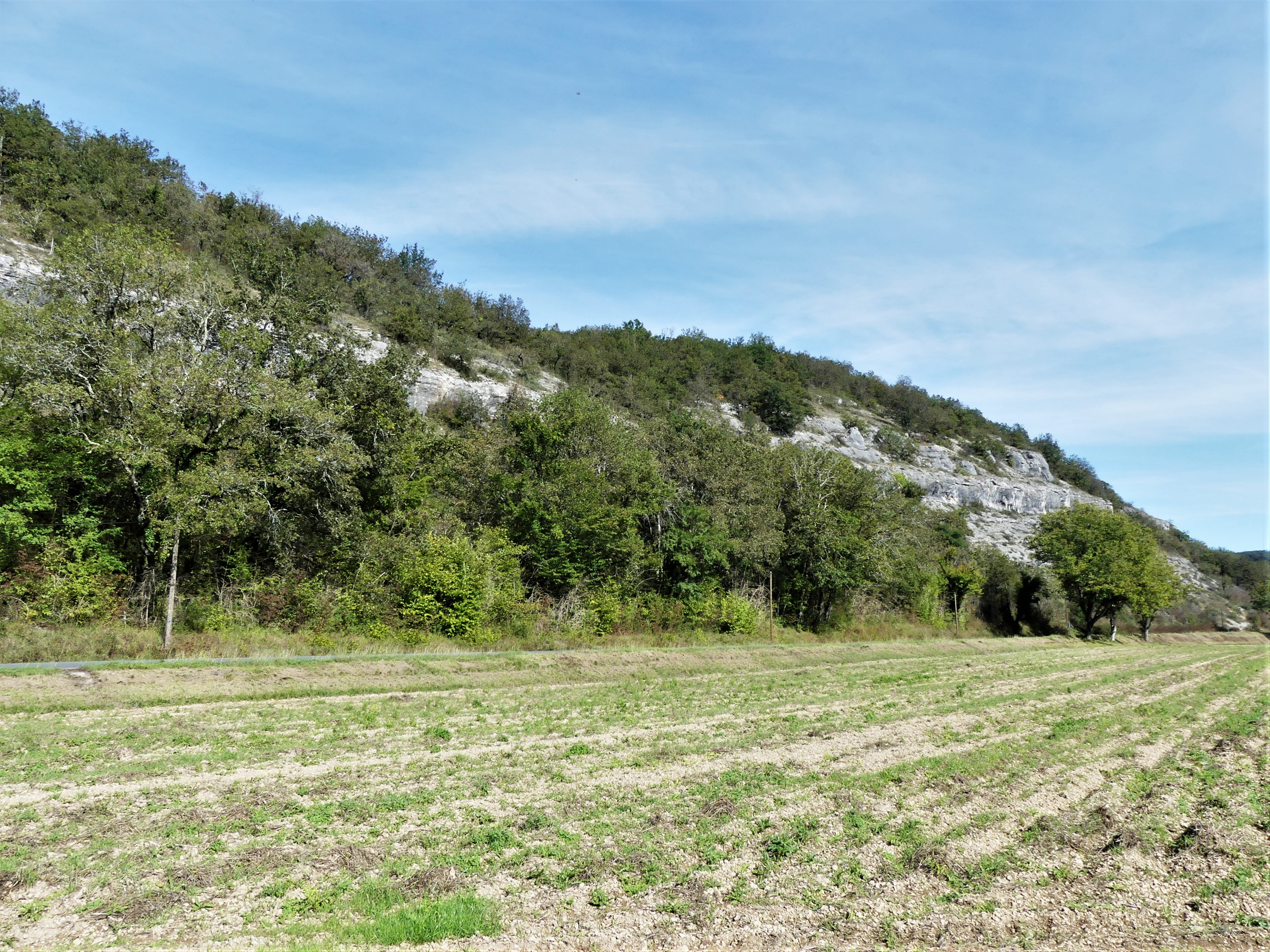
Coteau au nord de la RD 62, au lieu-dit le Moulin Neuf.

Le département de la Dordogne se présente comme un vaste plateau incliné du nord-est (491 m, à la forêt de Vieillecour dans le Nontronnais, à Saint-Pierre-de-Frugie) au sud-ouest (2 m à Lamothe-Montravel). L'altitude du territoire communal varie quant à elle entre 120 m à l'extrême sud-est, là où la Borrèze quitte la commune et entre sur celle de Souillac, dans le Lot, et 348 ou 349 m, dans le nord-est, 600 mètres au sud-est du lieu-dit la Salamonie,.
Dans le cadre de la Convention européenne du paysage entrée en vigueur en France le 1er juillet 2006, renforcée par la loi du 8 août 2016 pour la reconquête de la biodiversité, de la nature et des paysages, un atlas des paysages de la Dordogne a été élaboré sous maîtrise d’ouvrage de l’État et publié en octobre 2020. Les paysages du département s'organisent en huit unités paysagères et 14 sous-unités. La commune fait partie du Périgord noir, un paysage vallonné et forestier, qui ne s’ouvre que ponctuellement autour de vallées-couloirs et d’une multitude de clairières de toutes tailles. Il s'étend du nord de la Vézère au sud de la Dordogne (en amont de Lalinde) et est riche d’un patrimoine exceptionnel.
La superficie cadastrale de la commune publiée par l'Insee, qui sert de référence dans toutes les statistiques, est de 27,37 km2,. La superficie géographique, issue de la BD Topo, composante du Référentiel à grande échelle produit par l'IGN, est quant à elle de 28,01 km2.

### Hydrographie

#### Réseau hydrographique
La commune est située dans le bassin de la Dordogne au sein du Bassin Adour-Garonne. Elle est drainée par la Borrèze, le ruisseau de l'Inval et un petit cours d'eau, qui constituent un réseau hydrographique de 17 km de longueur totale,.
La Borrèze, d'une longueur totale de 22,13 km, prend sa source en Dordogne dans la commune de Paulin et se jette en rive droite de la Dordogne dans le Lot, en limite de Lanzac et de Souillac,,. Elle traverse le territoire communal de l'ouest au sud-est sur neuf kilomètres, formant de nombreux bras et lui servant de limite naturelle avec Salignac-Eyvigues sur plus de quatre kilomètres et demi, en plusieurs tronçons.
Son affluent de rive gauche le ruisseau de l'Inval prend sa source dans le nord de la commune qu'il arrose en direction du sud sur près de quatre kilomètres.

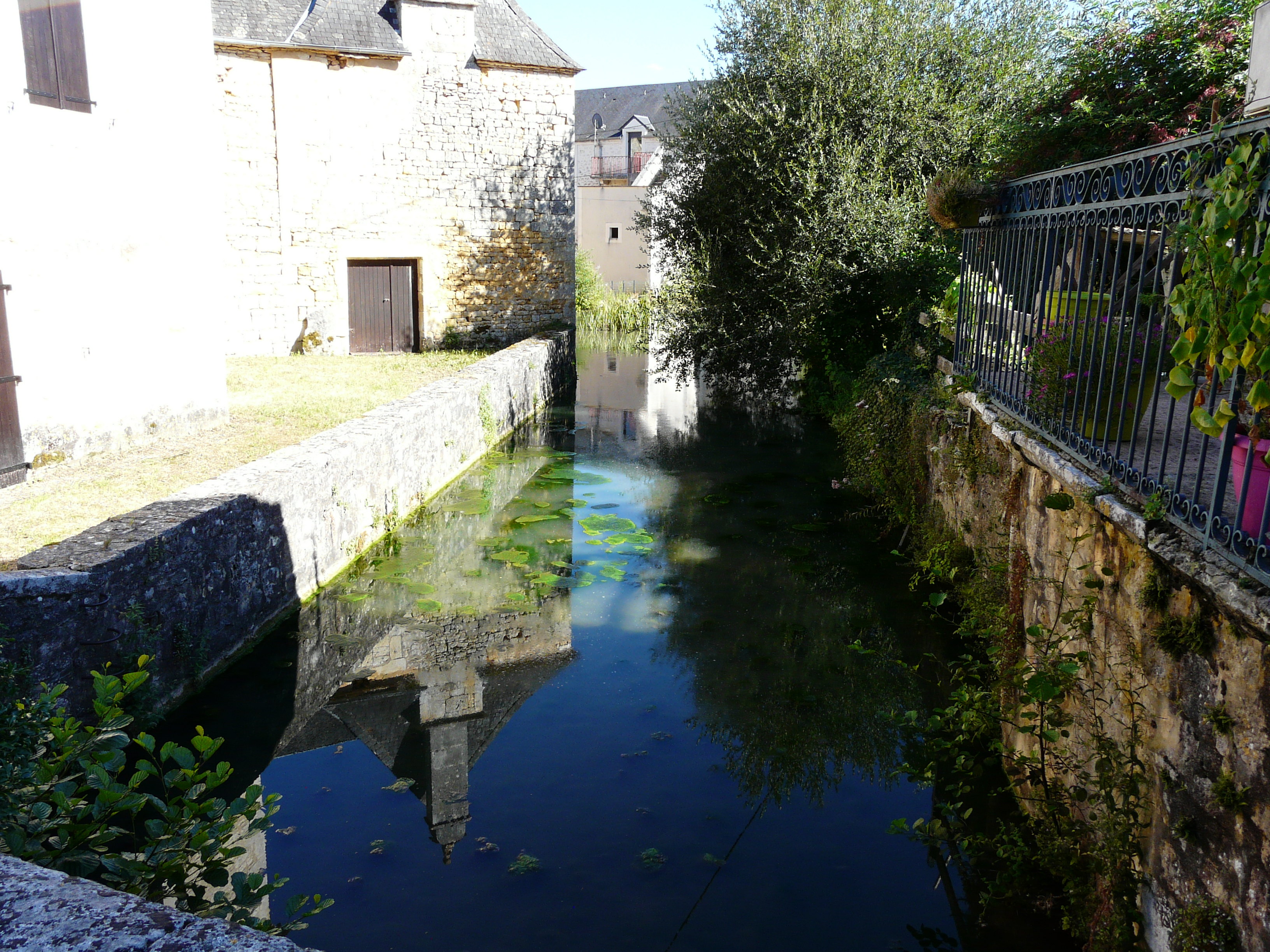
La Borrèze dans le bourg de Borrèze.
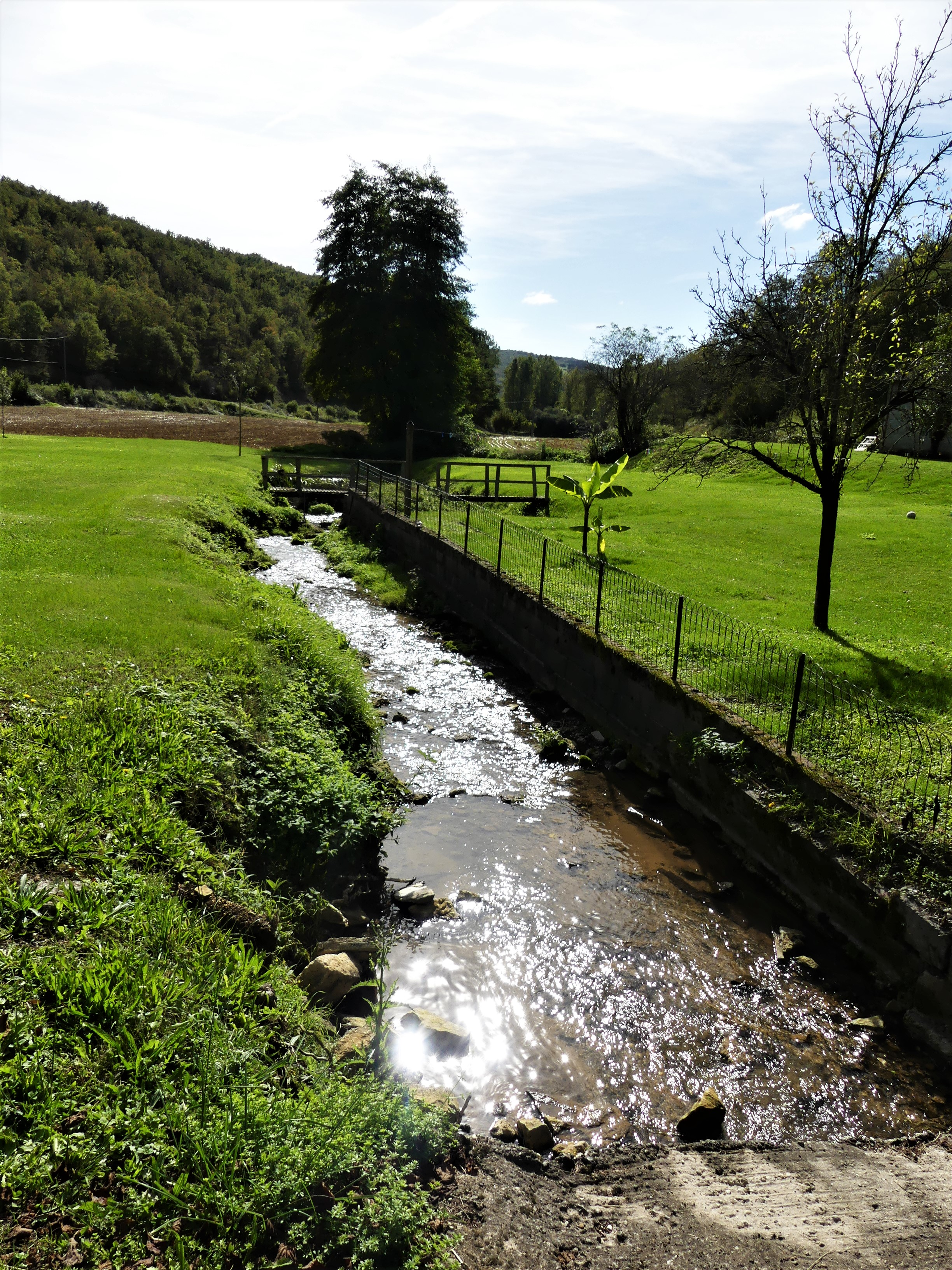
Le ruisseau de l'Inval au niveau du moulin Lacombe.
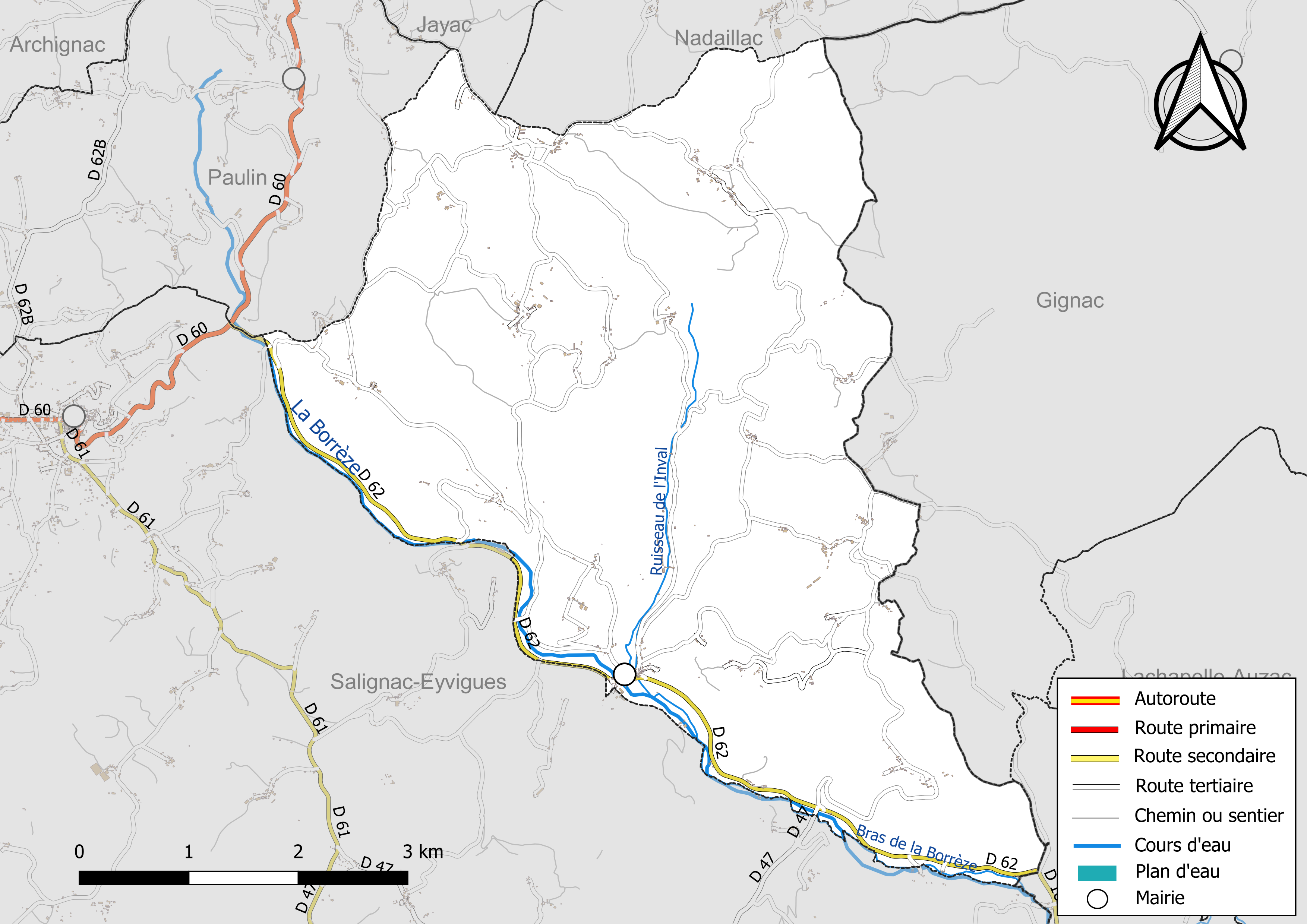
Réseaux hydrographique et routier de Borrèze.
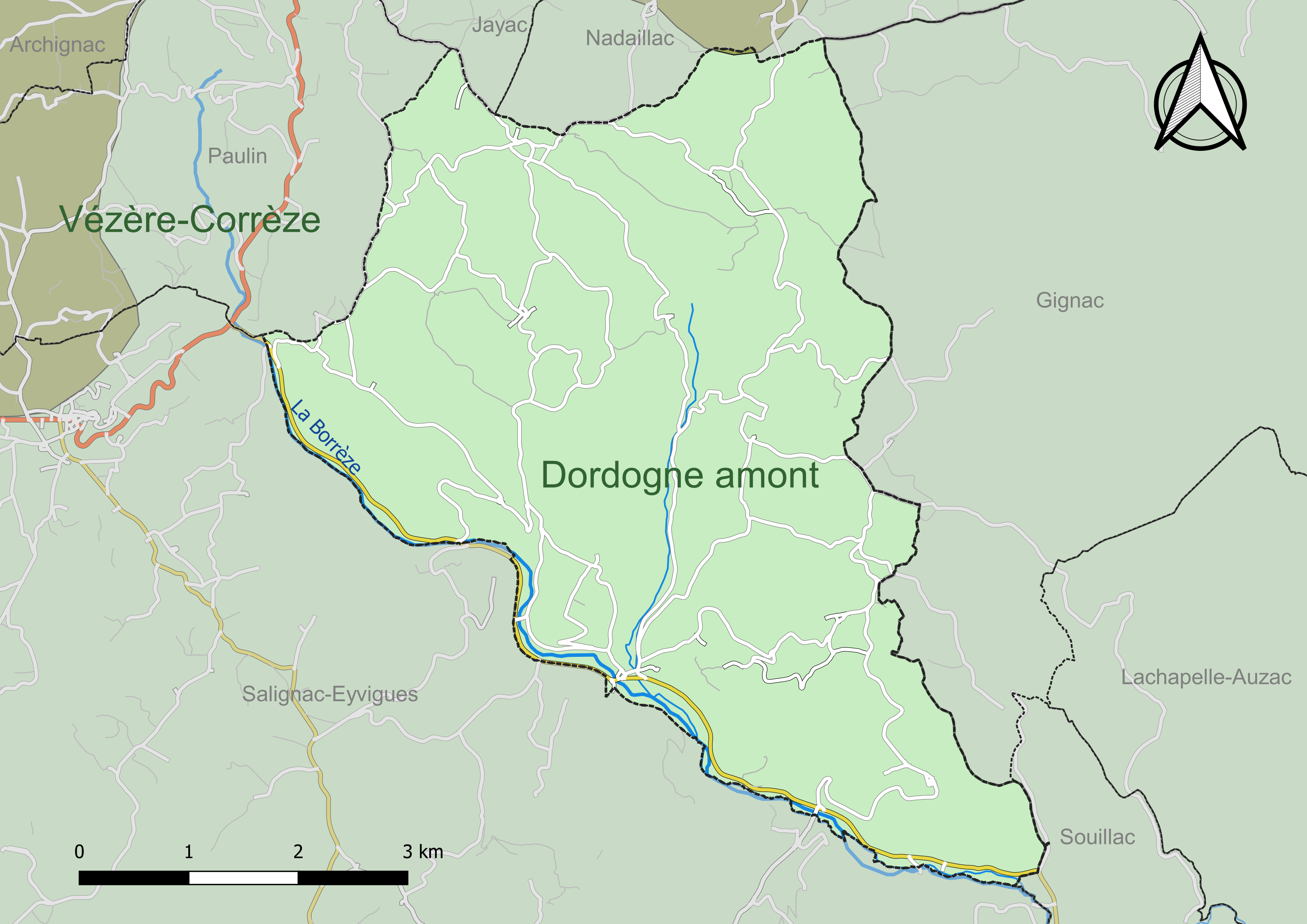
Carte des schémas d'aménagement et de gestion des eaux (SAGE) couvrant le territoire communal de Borrèze.

#### Gestion et qualité des eaux
Le territoire communal est couvert par les schémas d'aménagement et de gestion des eaux (SAGE) « Dordogne amont » et « Vézère-Corrèze ». Le SAGE « Dordogne amont », dont le territoire s'étend des sources de la Dordogne jusqu'à la confluence de la Vézère à Limeuil, d'une superficie de 9 700 km2 est en cours d'élaboration. La structure porteuse de l'élaboration et de la mise en œuvre est l'établissement public territorial de bassin de la Dordogne (EPIDOR). Le SAGE « Vézère-Corrèze », dont le territoire regroupe les bassins versants de la Vézère et de la Corrèze, d'une superficie de 3 730 km2 est en cours d'élaboration. La structure porteuse de l'élaboration et de la mise en œuvre est le conseil départemental de la Corrèze. Ils définissent chacun sur leur territoire les objectifs généraux d’utilisation, de mise en valeur et de protection quantitative et qualitative des ressources en eau superficielle et souterraine, en respect des objectifs de qualité définis dans le troisième SDAGE  du Bassin Adour-Garonne qui couvre la période 2022-2027, approuvé le 10 mars 2022.
La quasi-totalité du territoire communal dépend du SAGE Dordogne amont, seule une infime portion au nord, en limite de Nadaillac, étant rattachée au SAGE Vézère-Corrèze.
La qualité des eaux de baignade et des cours d’eau peut être consultée sur un site dédié géré par les agences de l’eau et l’Agence française pour la biodiversité.

### Climat
Pour des articles plus généraux, voir Climat de la Nouvelle-Aquitaine et Climat de la Dordogne.
Historiquement, la commune est exposée à un climat océanique aquitain.  
En 2020, Météo-France publie une typologie des climats de la France métropolitaine dans laquelle la commune est exposée à un climat océanique altéré et est dans la région climatique  Ouest et nord-ouest du Massif Central, caractérisée par une pluviométrie annuelle de 900 à 1 500 mm, maximale en automne et en hiver.
Pour la période 1971-2000, la température annuelle moyenne est de 12,6 °C, avec  une amplitude thermique annuelle de 15,3 °C. Le cumul annuel moyen de précipitations est de 949 mm, avec 11,7 jours de précipitations en janvier et 6,9 jours en juillet. Pour la période 1991-2020, la température moyenne annuelle observée sur la station météorologique la plus proche, située sur la commune de Salignac-Eyvigues à 6 km à vol d'oiseau, est de 13,0 °C et le cumul annuel moyen de précipitations est de 907,1 mm,. Pour l'avenir, les paramètres climatiques de la commune estimés pour 2050 selon différents scénarios d’émission de gaz à effet de serre sont consultables sur un site dédié publié par Météo-France en novembre 2022.

### Milieux naturels et biodiversité

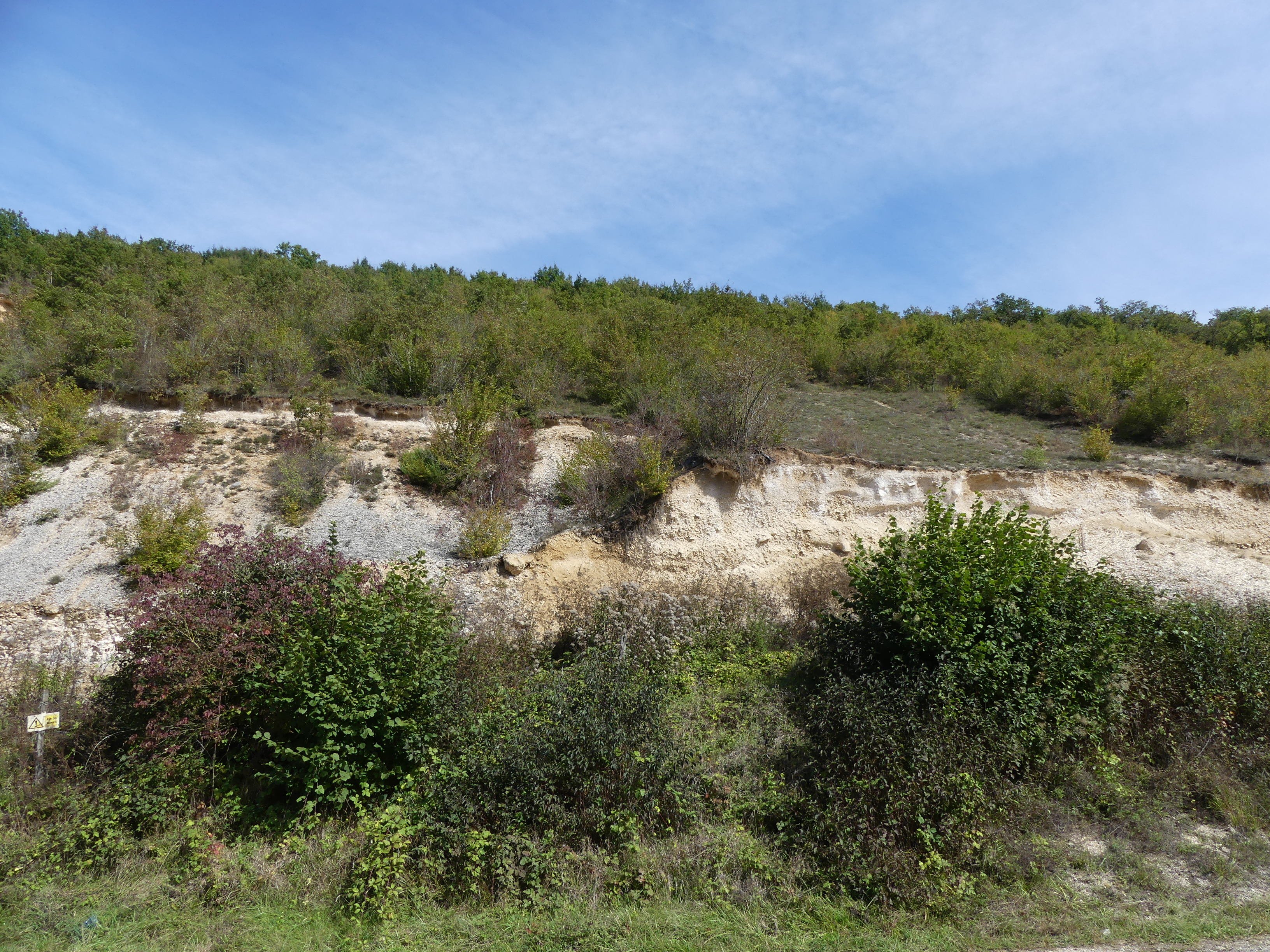
Coteau au nord de la RD 62, à l'ouest du lieu-dit les Champs.
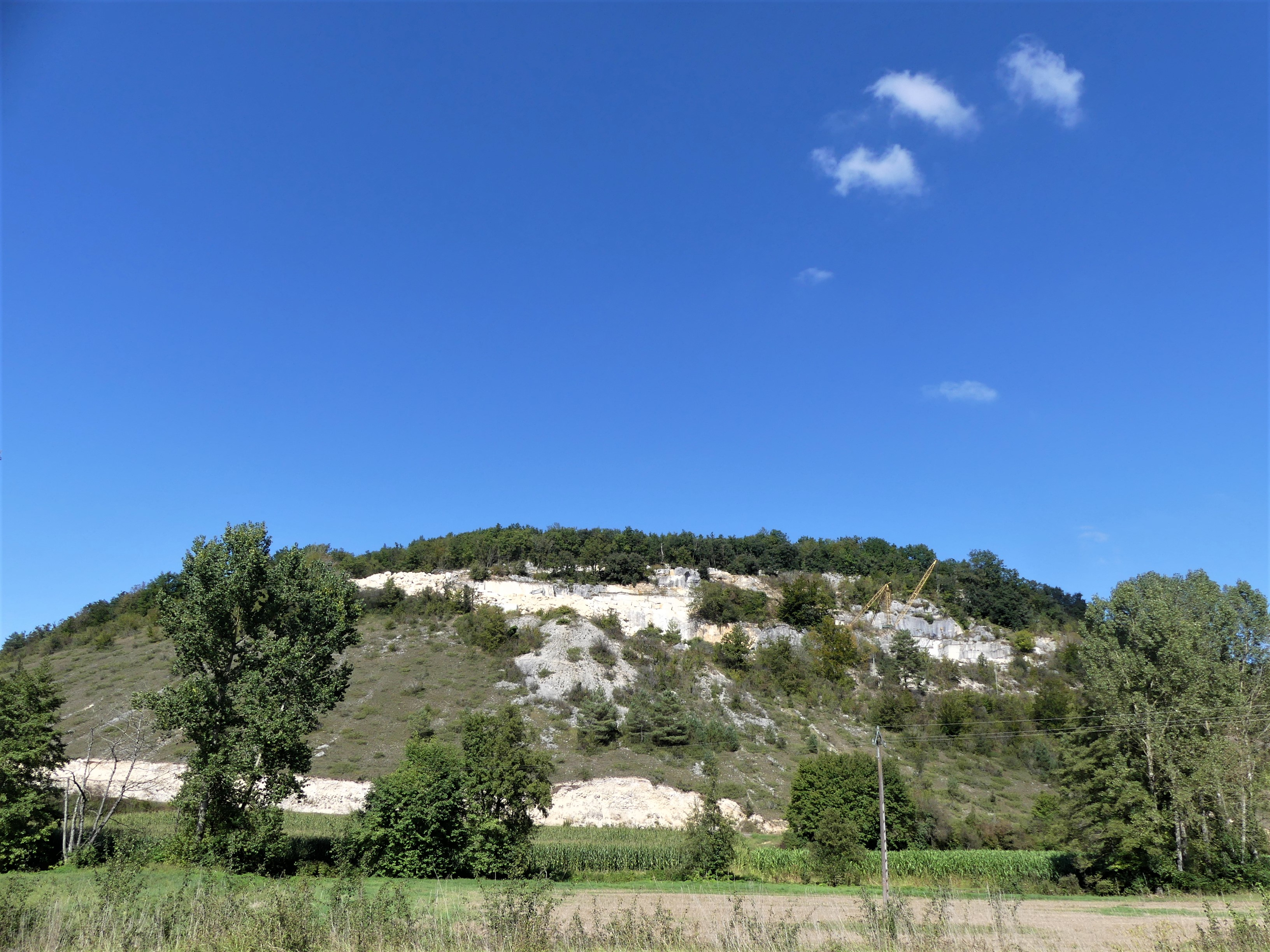
Carrière de calcaire au sud du lieu-dit Cavialle.
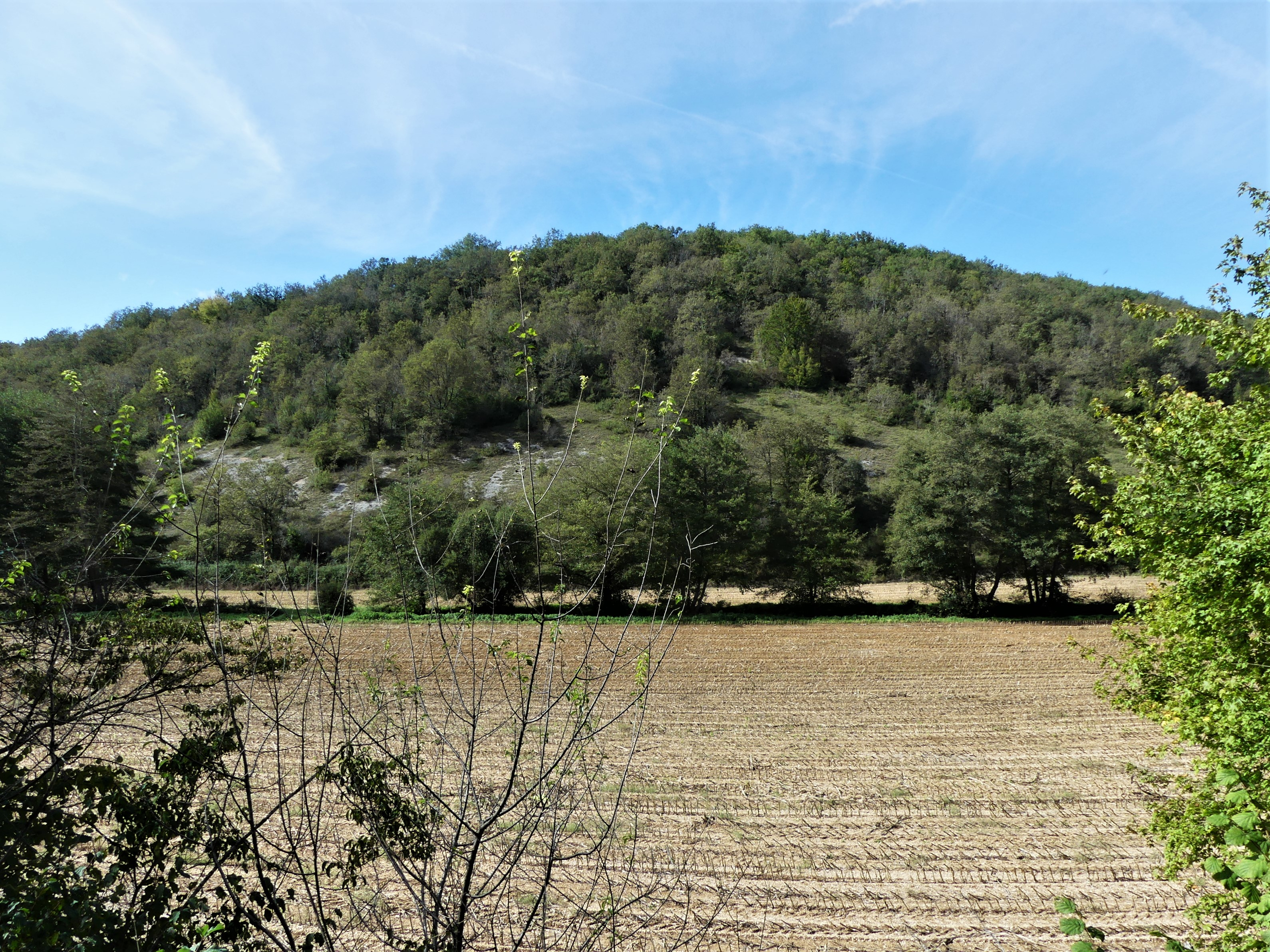
Le coteau ouest du ruisseau de l'Inval au moulin Lacombe.
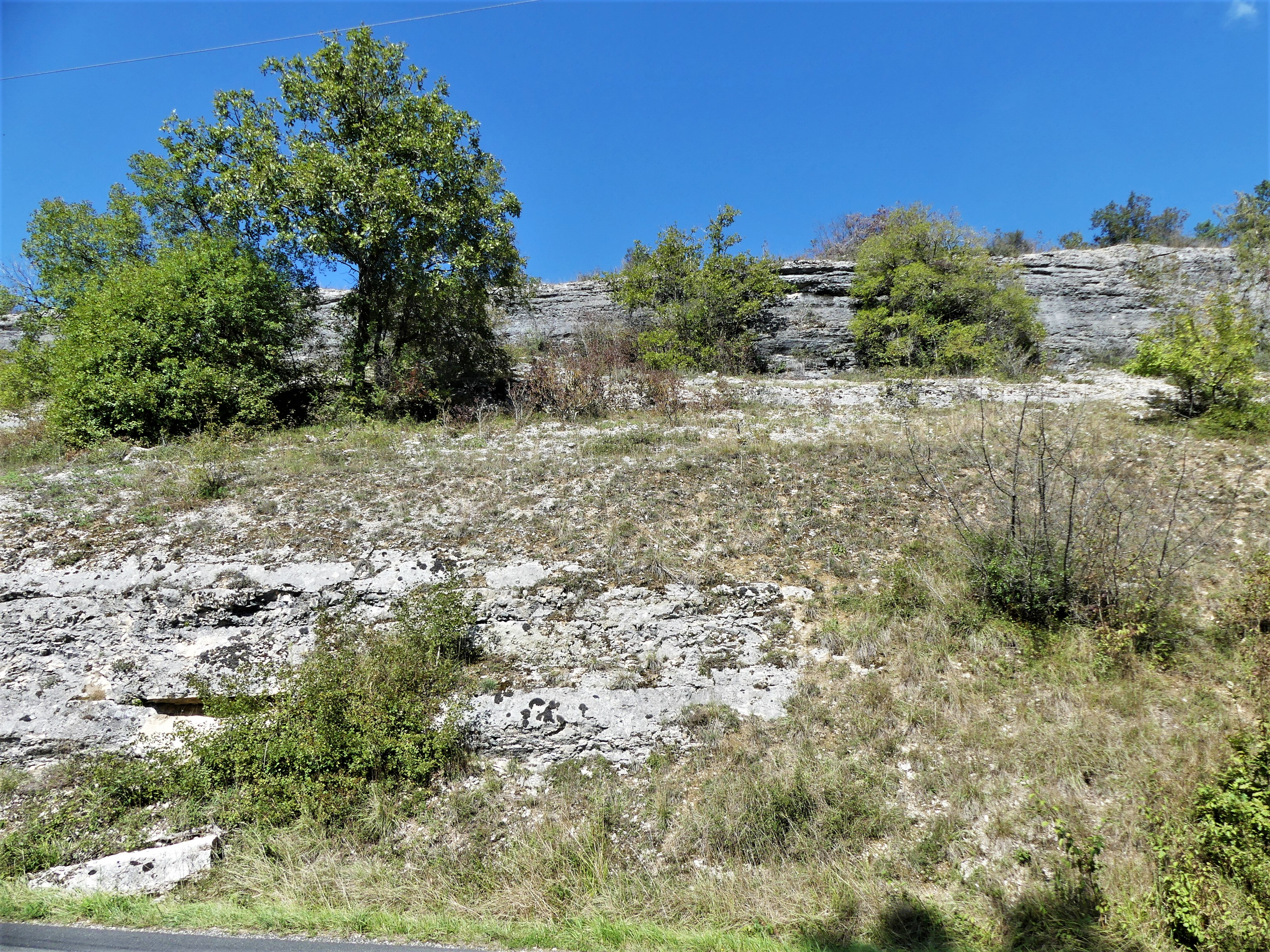
Le coteau au nord du lieu-dit le Moulin de Beaufery.

#### Natura 2000
Le site « Coteaux calcaires de Borrèze » qui fait partie du réseau Natura 2000, s'étend sur 416 hectares sur le territoire de trois communes : Borrèze, Salignac-Eyvigues et Simeyrols,. Douze espèces animales y ont été recensées dont le Damier de la succise (Euphydryas aurinia), papillon inscrit à l'annexe II de la directive habitats de l'Union européenne. Vingt espèces végétales y ont aussi été répertoriées. Borrèze est concernée par cette zone sur plus de deux kilomètres carrés, morcelée en quatre sites, au nord de la Borrèze et autour de ses affluents.

#### ZNIEFF
La presque totalité du territoire communal fait partie de la zone naturelle d'intérêt écologique, faunistique et floristique (ZNIEFF) de type II Secteur forestier de Borrèze qui s'étend sur treize communes (dix en Dordogne et trois dans le Lot),. Deux espèces déterminantes de plantes ont été recensées sur cette ZNIEFF : l'Euphorbe de Séguier (Euphorbia seguieriana) et la Leuzée conifère (Rhaponticum coniferum), ainsi que 87 autres espèces végétales.
Le site « Coteaux calcaires du secteur de Borrèze » qui s'étend sur 535,72 hectares, sur les territoires de Borrèze, Salignac-Eyvigues et Simeyrols, est une ZNIEFF de type I incluse dans la précédente ; 44 espèces déterminantes de plantes phanérogames, et une de reptiles y ont été répertoriées. Environ la moitié de cette zone se trouve sur Borrèze, notamment en bordure nord de la Borrèze et autour de ses affluents, dont le ruisseau d'Inval.

## Urbanisme

### Typologie
Au 1er janvier 2024, Borrèze est catégorisée commune rurale à habitat très dispersé, selon la nouvelle grille communale de densité à 7 niveaux définie par l'Insee en 2022.
Elle est située hors unité urbaine et hors attraction des villes,.

### Occupation des sols
L'occupation des sols de la commune, telle qu'elle ressort de la base de données européenne d’occupation biophysique des sols Corine Land Cover (CLC), est marquée par l'importance des forêts et milieux semi-naturels (64 % en 2018), en diminution par rapport à 1990 (65 %). La répartition détaillée en 2018 est la suivante : 
forêts (60 %), zones agricoles hétérogènes (32,6 %), milieux à végétation arbustive et/ou herbacée (4 %), prairies (3,5 %). L'évolution de l’occupation des sols de la commune et de ses infrastructures peut être observée sur les différentes représentations cartographiques du territoire : la carte de Cassini (XVIIIe siècle), la carte d'état-major (1820-1866) et les cartes ou photos aériennes de l'IGN pour la période actuelle (1950 à aujourd'hui).

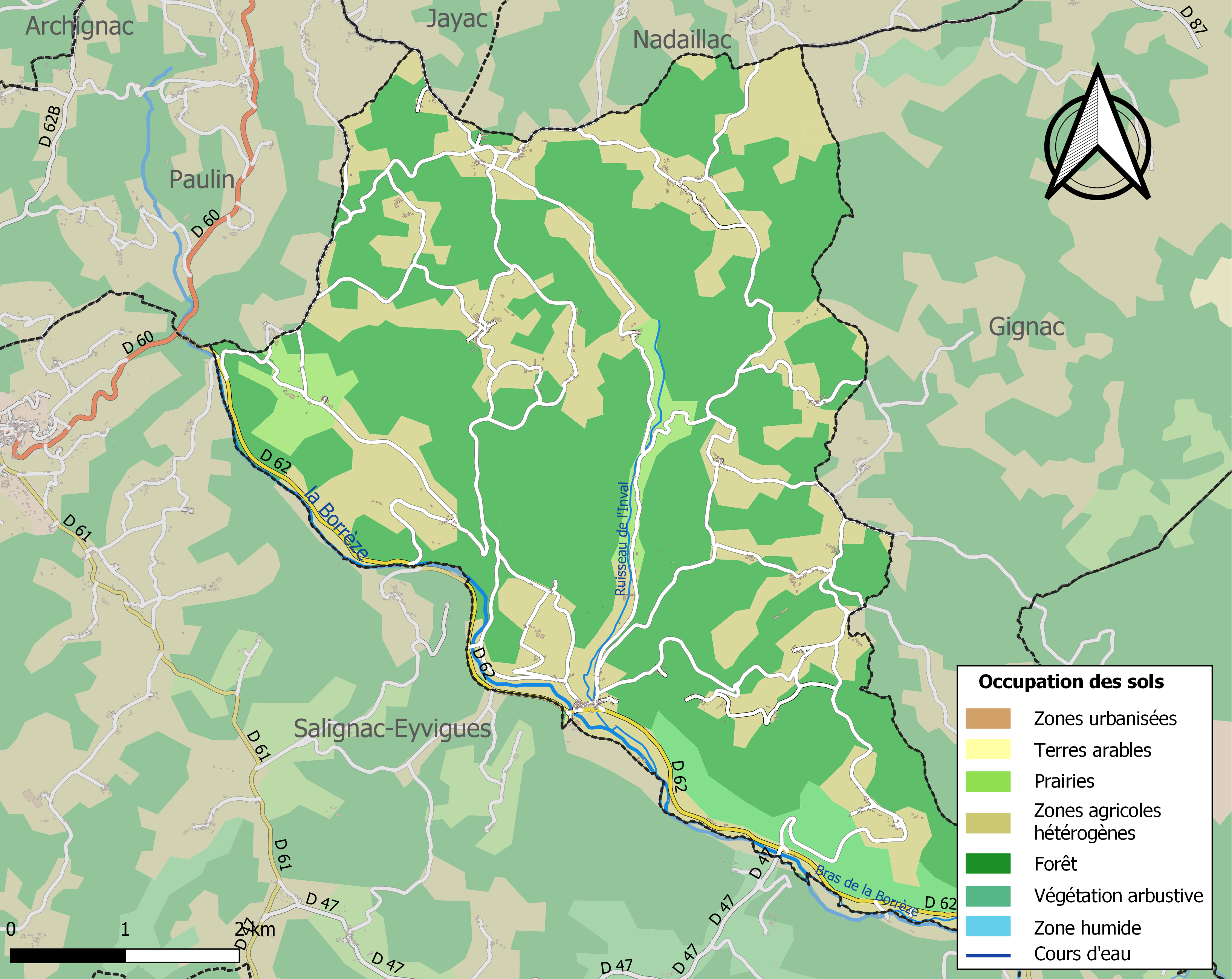
Carte des infrastructures et de l'occupation des sols de la commune en 2018 (CLC).

### Villages, hameaux et lieux-dits
Outre le petit bourg de Borrèze proprement dit, le territoire se compose d'autres villages ou hameaux, ainsi que de lieux-dits :
- la Bague
- Barreau
- Beaumont
- Blanchadel
- Bois Noir
- les Borderies
- le Bouteiller
- les Cabanottes
- le Calvaire
- la Calvert
- Cavialle
- la Chabrolle
- Champagnac
- les Champs
- le Clos
- Combe de la Dame
- les Combes
- les Combes Dernières
- les Eyrals
- la Fagette
- les Feynettes
- Fontaine du Razarol
- le Fraysset
- la Garnaudie
- le Gaussil
- Goujon
- la Grande Maison
- les Grèzes
- Inval
- le Lac d'Ariès
- Lac Bergot
- Linard
- Mandegou
- Masdelbos
- Mercurol
- le Moulin de Beaufery
- le Moulin Bousquet
- le Moulin de Carloux
- le Moulin du Claud
- le Moulin de Janicot
- le Moulin Lacombe
- le Paysan
- Pech de la Mezie
- Pech Zahut
- Pechdassial
- Pechmezel
- Peyrelevade
- Peyreplate
- les Peyrouquoux
- la Plaine du Pied
- Pleinefage
- Pont de Magne
- la Pouyade
- les Pouzadous
- les Queyroux
- Redon
- la Reynie
- la Salamonie
- le Salavert
- Valeille.

### Prévention des risques
Le territoire de la commune de Borrèze est vulnérable à différents aléas naturels : météorologiques (tempête, orage, neige, grand froid, canicule ou sécheresse), feux de forêts et séisme (sismicité très faible). Un site publié par le BRGM permet d'évaluer simplement et rapidement les risques d'un bien localisé soit par son adresse soit par le numéro de sa parcelle.
Borrèze est exposée au risque de feu de forêt. L’arrêté préfectoral du 14 mars 2013 fixe les conditions de pratique des incinérations et de brûlage dans un objectif de réduire le risque de départs d’incendie. À ce titre, des périodes sont déterminées : interdiction totale du 15 février au 15 mai et du 15 juin au 15 octobre, utilisation réglementée du 16 mai au 14 juin et du 16 octobre au 14 février. En septembre 2020, un plan inter-départemental de protection des forêts contre les incendies (PidPFCI) a été adopté pour la période 2019-2029,.
La commune a été reconnue en état de catastrophe naturelle au titre des dommages causés par les inondations et coulées de boue survenues en 1982 et 1999, par la sécheresse en 2011 et 2019 et par des mouvements de terrain en 1999.

## Toponymie
En occitan, la commune porte le nom de Boresa.

## Politique et administration

### Administration municipale
La population de la commune étant comprise entre 100 et 499 habitants au recensement de 2017, onze conseillers municipaux ont été élus en 2020,.

### Liste des maires
| Période                                  | Période    | Identité          | Étiquette   | Qualité                    |
| ---------------------------------------- | ---------- | ----------------- | ----------- | -------------------------- |
| Les données manquantes sont à compléter. |            |                   |             |                            |
|                                          |            |                   |             |                            |
|                                          |            | Jauberty          |             |                            |
| 1971                                     | avril 2014 | André Jacq        | SE puis UMP | Chef d'entreprise retraité |
| avril 2014 (réélu en mai 2020)           | En cours   | Thierry Chassaing | DVD         | Agriculteur                |

## Équipements et services publics

### Justice
Dans le domaine judiciaire, Borrèze relève : 
- du tribunal de proximité de Sarlat-la-Canéda ;
- du tribunal judiciaire, du tribunal pour enfants, du conseil de prud'hommes et du tribunal de commerce de Bergerac ;
- du pôle Nationalité du tribunal judiciaire de Périgueux (compétent uniquement dans le domaine de la nationalité) ;
- de la cour d'appel et de la  cour administrative d'appel de Bordeaux.

## Population et société

### Démographie
Les habitants de Borrèze se nomment les Borrèziens.
L'évolution du nombre d'habitants est connue à travers les recensements de la population effectués dans la commune depuis 1793. Pour les communes de moins de 10 000 habitants, une enquête de recensement portant sur toute la population est réalisée tous les cinq ans, les populations de référence des années intermédiaires étant quant à elles estimées par interpolation ou extrapolation. Pour la commune, le premier recensement exhaustif entrant dans le cadre du nouveau dispositif a été réalisé en 2006.

En 2022, la commune comptait 352 habitants, en évolution de +2,62 % par rapport à 2016 (Dordogne : +0,37 %, France hors Mayotte : +2,11 %).
| 1793 | 1800  | 1806 | 1821 | 1831  | 1836 | 1841 | 1846  | 1851  |
| ---- | ----- | ---- | ---- | ----- | ---- | ---- | ----- | ----- |
| 897  | 1 004 | 906  | 927  | 1 049 | 943  | 959  | 1 003 | 1 033 |

| 1856  | 1861 | 1866 | 1872 | 1876  | 1881  | 1886 | 1891 | 1896 |
| ----- | ---- | ---- | ---- | ----- | ----- | ---- | ---- | ---- |
| 1 024 | 982  | 956  | 948  | 1 030 | 1 038 | 951  | 950  | 900  |

| 1901 | 1906 | 1911 | 1921 | 1926 | 1931 | 1936 | 1946 | 1954 |
| ---- | ---- | ---- | ---- | ---- | ---- | ---- | ---- | ---- |
| 817  | 802  | 716  | 590  | 571  | 550  | 510  | 488  | 461  |

| 1962 | 1968 | 1975 | 1982 | 1990 | 1999 | 2006 | 2011 | 2016 |
| ---- | ---- | ---- | ---- | ---- | ---- | ---- | ---- | ---- |
| 405  | 398  | 356  | 331  | 305  | 303  | 352  | 336  | 343  |

| 2021 | 2022 | - | - | - | - | - | - | - |
| ---- | ---- | - | - | - | - | - | - | - |
| 348  | 352  | - | - | - | - | - | - | - |

## Économie

### Emploi
En 2015, parmi la population communale comprise entre 15 et 64 ans, les actifs représentent 160 personnes, soit 46,1 % de la population municipale. Le nombre de chômeurs (vingt-deux) a légèrement diminué par rapport à 2010 (vingt-quatre) et le taux de chômage de cette population active s'établit à 13,9 %.

### Établissements
Au 31 décembre 2015, la commune compte cinquante-deux établissements, dont vingt au niveau des commerces, transports ou services, vingt dans l'agriculture, la sylviculture ou la pêche, cinq dans l'industrie, quatre relatifs au secteur administratif, à l'enseignement, à la santé ou à l'action sociale, et trois dans la construction.

## Culture locale et patrimoine

### Lieux et monuments

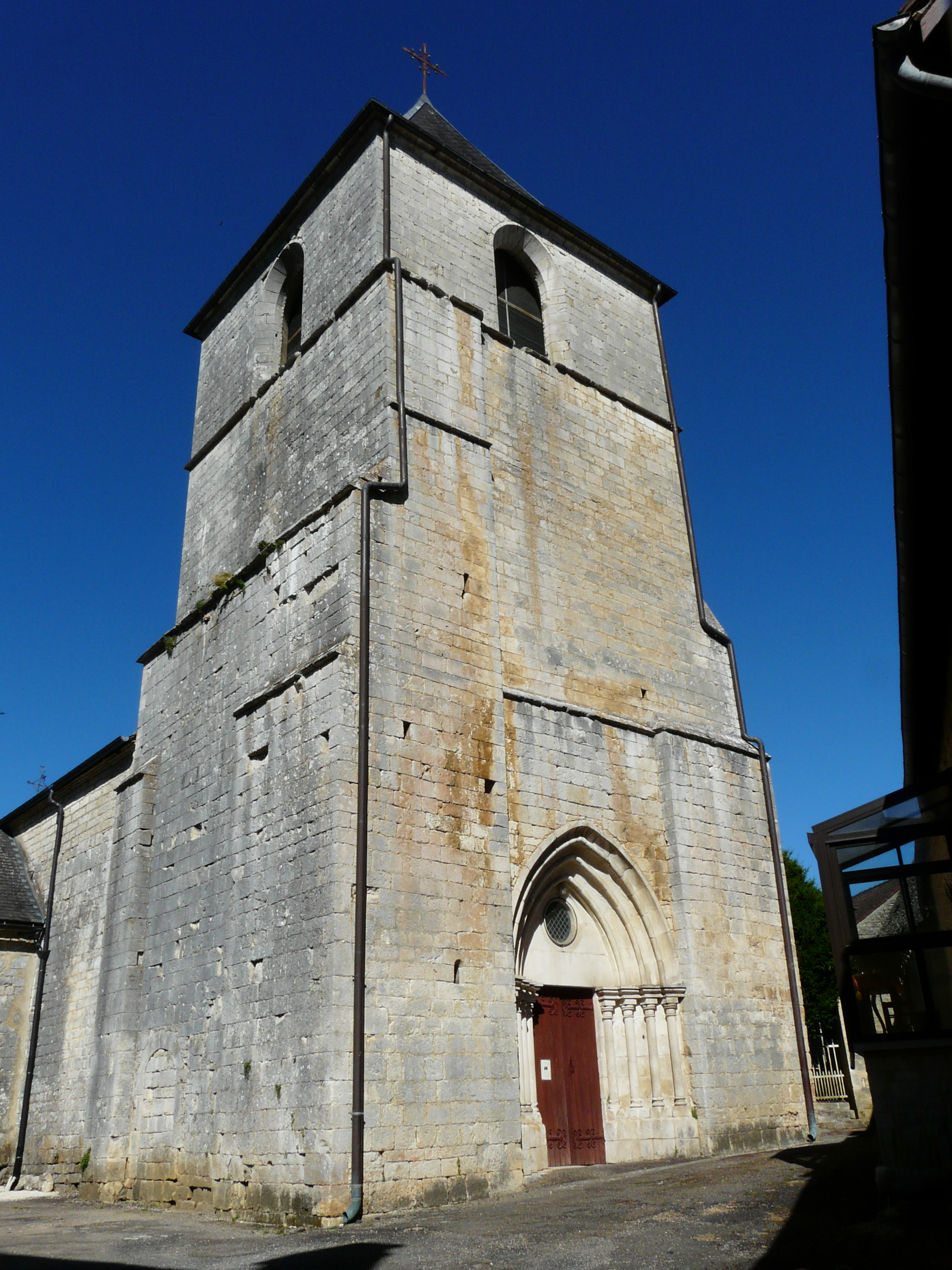
L'église Saint-Martin.

- L'église Saint-Martin[59], orientée nord-est/sud-ouest, est longue de vingt-cinq mètres pour huit de large[60]. Sa nef de cinq travées — dont une partie des murs date du XIIe siècle — se termine par une abside polygonale[60]. Le clocher carré du XIVe siècle s'élève au-dessus de la première travée[60].
- Anciens tombeaux.
- Moulin de la Garrigue.
- Moulin de Janicot.
- Carrière.

### Héraldique
| Blason de Borrèze | Blason  | De gueules au pal d'argent accompagné de dix billettes du même ordonnées en orle.                                |
| Blason de Borrèze | Détails | Blason de la famille Ferrières de Sauveboeuf en émaux inversés. Le statut officiel du blason reste à déterminer. |

## Pour approfondir